# Gilabert de Cruïlles i de Mallorca
Gilabert VI de Cruïlles i de Mallorca (?, aprox. 1306 — ?, 1395) fou baró de Cruïlles, Peratallada, Begur, Fitor, Bestracà i Rupit, senyor de Torrent, Santa Pellaia, Peralta, Canapost, Esclanyà, Regencós, Sant Cebrià dels Alls, Sant Cebrià de Lledó i Santa Àgata.
Era fill de Gilabert de Cruïlles i Dionís i de Constança de Mallorca; el 1360 casà amb Elvira de Puigpardines, amb qui tingué un fill, Jofre Gilabert, mort el 1421.

## Herència mallorquina
Després de la conquesta de l'illa de Mallorca el 1229, Banyalbufar va ser atorgat als cavallers Gilabert (III) de Cruïlles (fundador de la grandesa del llinatge) i Ramon Sa Clusa. A partir d'aquesta data s'implanta un règim senyorial a aquesta vall: la Baronia de Banyalbufar. El senyor de la Baronia té jurisdicció civil i criminal sobre els habitants dels seus dominis.
En morir, ja molt vell, deixà un fill, Jofre Gilabert I, menor d'edat, la paternitat del qual fou discutida pels Cruïlles de la línia de Calonge, que pretengueren el patrimoni del difunt i pledejaren, en va, davant el rei. Durant el plet el rei va conservar les baronies.